# Port douanier et fluvial de Mayence

Les ports douanier et fluvial de Mayence sont des ports fluviaux établis entre 1880 et 1887 dans la ville de Mayence sur le Rhin, en amont de la confluence avec le Main.
1 431 000 tonnes y ont été transportées par voie d'eau en 2006. Le port de Mayence est avec 112 964 TEU le cinquième port fluvial allemand pour le tonnage, derrière le port rhénan de Duisbourg Ruhrort (Allemagne). La liaison directe avec le port de Rotterdam permet d’acheminer les marchandises au cœur de la plus grande région industrielle de l'Europe.

Vue aérienne: Le port douanier et fluvial de Mayence historique

À Mayence (Rhénanie-Palatinat), quatre quartiers sont concernées par les activités liées au port douanier et fluvial de Mayence : Mombach avec le port industriel, Mainz-Neustadt avec les porte-conteneurs, la vieille ville de Mayence avec le réseau des ports de plaisance et Mainz-Weisenau avec la Rheinreede (rade du Rhin).

## Caractéristiques du nouveau terminal pour conteneurs[1]
- 522 m de quais
- 8 hectares de terrains portuaires
- accessibilité aux bateaux de type rhénan
- 5 grues et ponts portiques ; engins de manutention au sol
- terrain pour stockage de 10300 TEU
- plate-forme trimodal (eau - rail – route) vers la gare centrale de Mayence et Bundesautobahn 643[2]

Les maîtres de l’ouvrage, Stadtwerke et Frankenbach Container Terminals (FCT), ont établi et passé en commun la commande concernant la construction du tracé des voies du nouveau terminal pour conteneurs dans le port fluvial de Mayence. Pour le compte des services publics de Mayence, le Land de Rhénanie-Palatinat a réalisé les chenaux et les aiguillages vers le terminal ; sur demande de Frankenbach GmbH, cinq voies ont été construites et les aiguillages correspondants à l’intérieur du terminal.